# Estadio Silvestre Carrillo
El estadio Silvestre Carrillo es un estadio de fútbol situado en la ciudad de Santa Cruz de La Palma, en Canarias, España. Perteneciente al CD Mensajero, en él disputa sus encuentros como local. Fue inaugurado en 1977 y remodelado durante la primera década del siglo xxi para construir en sus bajos un área comercial y de oficinas, siendo reabierto en 2007. El estadio llama la atención por estar ubicado en la parte superior de un edificio comercial situado junto al risco de un barranco.

## Historia
El Mensajero establecerá un equipo absoluto en 1939, comenzando a disputar sus partidos como local en el Campo de Bajamar, propiedad de la SD Tenisca. Debido a la limitación en los horarios de uso del estadio y a otras circunstancias, en 1973 se decide adquirir un terreno ubicado en el Barranco de Los Dolores de Santa Cruz de La Palma para la construcción del campo. El club, que recibe un importante apoyo económico para realizar la obra, decide nombrar al futuro estadio Silvestre Carrillo, en honor al socio que ayudó a la cesión de los terrenos para la construcción del campo, que sería inaugurado en 1977. La Superficie del campo sería de tierra hasta 1994, cuando se planta césped natural. Durante estos años, el 
Mensajero se encuentra en Segunda División B y diputará partidos de Copa del Rey, haciendo que rivales de superior categoría como el Atlético de Madrid pasen por el recinto deportivo.
En 1999 comienzan las obras de reforma del estadio que ampliarán las gradas existentes y construirá en sus bajos un edificio comercial. Durante este tiempo el equipo disputará sus encuentros en el Estadio Rosendo Hernández de la Ciudad Deportiva de Miraflores. Las obras sufrirán múltiples retrasos motivados por la situación económica del club, y el nuevo campo, con césped artificial, no se inaugurará hasta 2007.

## Ubicación
El Estadio Silvestre Carrillo está ubicado en el cauce urbanizado del Barranco de Los Dolores, desde donde arranca la Avenida de El Puente de la capital palmera. El lateral sur del campo, donde se encuentran los vestuarios, está abrigado por el risco del barranco, situándose en el otro lateral el acceso al estadio. Los fondos este y oeste son los que concentran la mayoría del aforo del campo. Aprovechando la pendiente del cauce del barranco respecto al terreno de juego, se ha construido un edificio cuyo número de plantas aumenta a medida que se baja el barranco. Tras la remodelación de 2007, el terreno de juego se sitúa en la azotea de dicho edificio de oficinas. 
El retorno del CD Mensajero a Segunda División B ha conllevado la difusión del estadio entre la prensa y las redes sociales, que destacan tanto su ubicación como su original construcción, algo que han hecho diarios como ABC o el exfutbolista y entrenador Zinedine Zidane en su cuenta de Instagram. El portal web quecrack.com situó al Silvestre Carrillo como uno de los diez estadios más curiosos del mundo.